# NK-9
NK-9 (8D517)はクズネツォフ設計局によって開発された液体燃料ロケットエンジンである。液体燃料ロケットエンジンの開発作業は1959年に開始され、GR-1 "Global-1" (NATOによる識別名称はSS-10)部分軌道爆撃システムの1段用として設計された。推力1MNを超える世界初のケロシン/液体酸素を推進剤とする二段燃焼サイクルのロケットエンジンだった。第2段用として開発されたエンジンは NK-9Bである。1962年9月に試験が開始された。1960年代初頭、NK-9を原型としてN-1の第3段と第4段のNK-19とNK-21の液体燃料エンジンが開発された。

## NK-9の派生型
NK-9Вはクズネツォフ設計局で高高度用として設計されたNK-9の派生型である。1962年9月に初めて試験が実施され、エンジンは操舵機構を持つジンバルによって2方向に角度を変えられる構造だった。
NK-19 (11D53)
1964年7月に最初の試験、1967年10月まで実施
推力: 46 トン (450.9 kN)
NK-21 (11D59)
1965年9月に最初の試験、1967年12月まで実施
推力: 40 トン (392 kN)